# Philoros rubriceps
Philoros rubriceps là một loài bướm đêm thuộc phân họ Arctiinae, họ Erebidae.